# Moira Armstrong
Pour les articles homonymes, voir Armstrong.
Moira Armstrong, née en 1930, est une réalisatrice écossaise spécialisée dans les séries télévisées.

## Filmographie

### Comme réalisatrice
- 1964-1965 : R3 (série télévisée) (3 épisodes)
- 1965 : Z-Cars (série télévisée) (2 épisodes)
- 1965-1966 : Dr. Finlay's Casebook (série télévisée) (6 épisodes)
- 1965-1968 : The Wednesday Play (série télévisée) (3 épisodes)
- 1966 : This Man Craig (série télévisée) (3 épisodes)
- 1966-1967 : Adam Adamant Lives! (série télévisée) (7 épisodes)
- 1966-1970 : The Troubleshooters (série télévisée) (7 épisodes)
- 1968 : Softly Softly (série télévisée) (1 épisode)
- 1968-1969 : Detective (série télévisée) (3 épisodes)
- 1969 : The Borderers (série télévisée) (2 épisodes)
- 1969-1970 : W. Somerset Maugham (série télévisée) (2 épisodes)
- 1970 : Villette (série télévisée) (5 épisodes)
- 1971 : The Guardians (en) (série télévisée) (1 épisode)
- 1971 : La Grande Aventure de James Onedin (The Onedin Line) (série télévisée) (1 épisode)
- 1972 : Love Story (série télévisée) (1 épisode)
- 1972 : The Shadow of the Tower (série télévisée) (3 épisodes)
- 1972 : Sunset Song (en) (mini-série) (6 épisodes)
- 1972 : Budgie (série télévisée) (2 épisodes)
- 1972 : No Exit (série télévisée) (1 épisode)
- 1973 : Menace (série télévisée) (1 épisode)
- 1973 : The New Road (série télévisée) (5 épisodes)
- 1973 : Hadleigh (série télévisée) (1 épisode)
- 1973 : Armchair 30 (série télévisée) (1 épisode)
- 1973-1974 : Beryl's Lot (série télévisée) (3 épisodes)
- 1974 : Shoulder to Shoulder (mini-série) (2 épisodes)
- 1974 : Dial M for Murder (série télévisée)
- 1974 : BBC Play of the Month (série télévisée) (1 épisode)
- 1974-1981 : Play for Today (série télévisée) (5 épisodes)
- 1975 : The Girls of Slender Means (série télévisée) (3 épisodes)
- 1976 : Centre Play (série télévisée) (1 épisode)
- 1976 : Great Performances (épisode : Abide with Me) (série télévisée)
- 1977 : Maidens' Trip (série télévisée) (3 épisodes)
- 1977 : Great Performances (série télévisée) (1 épisode)
- 1977 : A Christmas Carol (téléfilm)
- 1978 : Hazell (série télévisée) (2 épisodes)
- 1978 : Armchair Thriller (série télévisée) (6 épisodes)
- 1978 : ITV Playhouse (série télévisée) (2 épisodes)
- 1978 : BBC2 Play of the Week (série télévisée) (1 épisode)
- 1979 : The Great Detective (série télévisée) (1 épisode)
- 1979 : Testament of Youth (en) (mini-série) (5 épisodes)
- 1982 : BBC2 Playhouse (série télévisée) (1 épisode)
- 1982 : Something in Disguise (série télévisée) (6 épisodes)
- 1983 : Women (série télévisée) (1 épisode)
- 1983 : All for Love (en) (série télévisée) (2 épisodes)
- 1984 : Freud (mini-série) (6 épisodes)
- 1986 : Bluebell (série télévisée)
- 1986 : Inside Story (mini-série) (6 épisodes)
- 1987 : Boon (série télévisée) (1 épisode)
- 1988 : The Play on One (série télévisée) (1 épisode)
- 1989 : Theatre Night (série télévisée) (1 épisode)
- 1989 : Screen One (série télévisée) (1 épisode)
- 1990-1992 : Screenplay (série télévisée) (2 épisodes)
- 1990-2000 : The Bill (série télévisée) (14 épisodes)
- 1993 : Body & Soul (mini-série) (6 épisodes)
- 1994-1999 : Peak Practice (série télévisée) (3 épisodes)
- 1995 : Une délicate affaire (A Village Affair) (téléfilm)
- 1995-1996 : The Vet (série télévisée) (3 épisodes)
- 1996 : No Bananas (mini-série) (2 épisodes)
- 1997 : Breakout (téléfilm)
- 1998 : Mortimer's Law (série télévisée) (3 épisodes)
- 1998 : The Broker's Man (série télévisée) (2 épisodes)
- 1999-2000 : Inspecteur Barnaby (Midsomer Murders) (série télévisée) (2 épisodes)
- 2000 : Shades (mini-série)
- 2000-2006 : Where the Heart Is (série télévisée) (14 épisodes)
- 2002 : Always and Everyone (série télévisée) (2 épisodes)
- 2004-2005 : : The Last Detective (série télévisée) (2 épisodes)
- 2007 : Miss Marple ( 	Agatha Christie's Marple) (série télévisée) (1 épisode)
- 2009-2010 : Lark Rise to Candleford (série télévisée) (3 épisodes)

### Comme productrice

#### Séries télévisées
- 1982 : Something in Disguise (6 épisodes)